# Шеркат-е Банадер
Шеркат-е Банадер (перс. شركت بنادر) — село в Ірані, остані Хузестан, шахрестані Шуш, бахші Шавур, дехестані Шавур. За даними перепису 2006 року, його населення становило 1276 осіб, що проживали у складі 201 сім'ї.